# Letteratura di spionaggio
La letteratura di spionaggio o spionistica (anche detta, secondo un'espressione inglese diffusa anche in Italia, spy story) è un genere narrativo incentrata sul tema dello spionaggio internazionale. È un genere estremamente popolare che si è imposto anche nel cinema, nella televisione e in altri media. Nel senso più ampio, questo genere include opere anche molto diverse fra loro, che possono avere di volta in volta elementi di contatto con il giallo, il thriller, il poliziesco, il noir, la letteratura d'azione e persino la fantapolitica e la fantascienza (fantaspionaggio).
Tradizionalmente, la critica letteraria stenta a riconoscere la letteratura di spionaggio come genere letterario "nobile" (con l'eccezione di grandi opere come quelle di Ian Fleming), mentre il genere gode di una grande popolarità presso il pubblico (e ancora oggi appartiene, per esempio, alla rosa dei generi più sfruttati nelle produzioni cinematografiche hollywoodiane).

## Storia
Fra i precursori della letteratura di spionaggio si possono citare opere come Kim di Rudyard Kipling (1901) e La Primula Rossa di Emma Orczy. Nei primi decenni del XX secolo, nel periodo che precedette la prima guerra mondiale, vennero creati i primi servizi segreti, fornendo spunti per lavori come The Riddle of the Sands di Robert Erskine Childers (1903).  
Lo scrittore di spionaggio più letto al mondo è William Le Queux, la cui prosa semplice ha relegato le sue opere nelle librerie dell'usato, ma è stato l'autore che ha venduto di più in Gran Bretagna negli anni precedenti la Prima guerra mondiale. Il secondo autore in termini di vendite è E. Phillips Oppenheim. Insieme essi produssero centinaia di libri tra 1900 e 1914, ma le storie erano convenzionali e furono giudicate di scarso merito letterario.
Durante la prima guerra mondiale l'autore predominante fu John Buchan, un abile propagandista; i suoi libri erano ritratti ben scritti della guerra come se fosse un conflitto tra civiltà e barbarie. Le sue opere più famose sono i romanzi di Richard Hannay, Mantello verde e I trentanove scalini, (il cui titolo, ma non la trama, fu usato per un film di Alfred Hitchcock.) 
I romanzi di spionaggi più cruenti del periodo tra le due guerre riguardavano le battaglie tra bolscevichi.

## Seconda guerra mondiale
La forza e la versatilità della forma divennero evidenti nel periodo tra le due guerre e fiorirono durante la seconda guerra mondiale. Per la prima volta apparirono romanzi scritti da ufficiali dei servizi segreti in pensione, come William Somerset Maugham, che in Ashenden descrisse accuratamente lo spionaggio durante la prima guerra mondiale.
Compton Mackenzie, un altro ex agente dei servizi segreti, scrisse la prima spy story satirica di successo.
Eric Ambler scrisse di gente comune incastrata da storie di spionaggio, come in Epitaffio per una spia (1938), La maschera di Dimitrios (Una bara per Dimitrios negli Stati Uniti) (1939), e Viaggio nella paura (1940). Ambler fu degno di nota (e scioccante per alcuni) per aver portato una prospettiva di sinistra a un genere che aveva sempre rispecchiato un atteggiamento di destra.
Nel 1939 in Gran Bretagna (negli Stati Uniti nel 1941) fu pubblicato Al di sopra di ogni sospetto, il primo giallo della scrittrice di Glasgow Helen MacInnes, dando inizio a una carriera di successo lunga 45 anni, durante i quali i critici mostrarono di apprezzarla per le sue storie ricche di suspense, dalla trama intricata, stimolanti e colte, ambientate nella contemporaneità. Al di sopra di ogni sospetto divenne un film popolare. Alcuni altri titoli famosi comprendono Assignment in Brittany (1942), Decision at Delphi (1961), e Ride a Pale Horse (1984).  
Nel 1940, la coppia di scrittori britannici Manning Coles (pseudonimo congiunto di Adelaide Manning e Cyril Henry Coles) lanciò sul mercato Un brindisi con l'assassino, il primo dei suoi acclamati romanzi con protagonista Thomas Elphinstone Hambledon.

## Scrittori famosi
- Eric Ambler
- Raymond Benson
- John Buchan
- John le Carré
- James Hadley Chase
- Robert Erskine Childers
- Tom Clancy
- Manning Coles
- Desmond Cory
- Len Deighton
- Stefano Di Marino
- Paul Eddy
- Joseph Finder
- Ian Fleming
- Vince Flynn
- Ken Follett
- Frederick Forsyth
- John Gardner
- Michael Gilbert
- Graham Greene
- Jan Guillou
- Adam Hall
- Donald Hamilton
- Robert Harris
- Raelynn Hillhouse
- Anthony Horowitz
- Everett Howard Hunt
- Robert Ludlum
- Gayle Lynds
- Helen MacInnes
- Ian Mackintosh
- Norman Mailer
- William Somerset Maugham
- Charles McCarry
- Andy McNab
- David Morrell
- James Munro
- Manning O'Brine
- E. Phillips Oppenheim
- Baroness Orczy
- William le Queux
- Daniel Silva
- Desmond Skirrow
- Ross Thomas
- Dennis Wheatley
- Paulo Coelho